# Мицуко Сома
Мицуко Сома (яп. 相馬光子 со:ма мицуко) — один из центральных персонажей фильма, манги и романа «Королевская битва», ученица номер 11 третьего класса «Б» младшей средней школы. Мицуко — японская девочка, отобранная для правительственной программы под названием «Королевская битва», согласно которой ученики помещаются на необитаемый остров и вынуждены убивать друг друга, пока не останется один победитель. Автор романа Косюн Таками назвал её своим любимым женским персонажем и добавил, что доволен созданным образом.

## Характер
Мицуко Сома — малолетняя преступница, до Программы дружившая с двумя девочками: Хироно Симидзу и Ёсими Яхаги. В классе у них была не самая лучшая репутация: троица издевалась над одноклассницами, крала у них вещи. Взгляд Мицуко, по словам Мэгуми Это, мог напугать любого учителя, тем не менее, многие одноклассники (такие, как Юмико Кусака и Сюя Нанахара) всё же считали, что она не может быть совсем плохой и не станет убивать тех, с кем бок о бок училась несколько лет.
Внешне Мицуко всегда безразлична и спокойна, хотя по сути является жестокой и безжалостной убийцей. В книге неоднократно подчёркивается её ослепительная красота — «внешность поп-идола», — а Мицуко пользуется ангельским личиком, чтобы ввести противника в заблуждение, а затем убить ударом в спину. Например, когда Мицуко встретилась с перепуганной Мэгуми Это в заброшенном доме, она сама изобразила страшный испуг и, заливаясь слезами, бросилась в объятия Мэгуми со словами: «Я так рада… Я так боюсь…» Мэгуми обрадовалась и отбросила нож, а Мицуко зарезала её своим серпом. Мицуко в любой момент готова выдавить слёзы. Она хладнокровно убивает даже подругу Ёсими Яхаги.
Будучи хорошей актрисой, она ловко манипулирует мальчиками, пользуясь собственной внешностью и невинным лицом. Ещё в школе Мицуко разобралась с соперницей, любовницей якудзы, подстроив автокатастрофу. Притворяясь испуганной, она перехитрила одноклассников Юитиро Такигути и Тадакацу Хатагами: Мицуко собиралась убить Тадакацу и уже занесла серп, как её заметил подошедший Юитиро. Разъярённый Тадакацу собирался пристрелить Мицуко, но она опять залилась слезами и представила дело, как простую случайность. В конечном итоге Тадакацу и Юитиро связали Мицуко и решили сторожить её по очереди, а потом уже решать, можно ли ей доверять. В итоге Мицуко убила обоих.
Рецензент сайта «Прочтение» пишет, что автор противопоставляет Мицуко Сому и Норико Накагаву:
Норико воплощает в романе все лучшие качества прекрасной половины — красоту, здравомыслие, проницательность, любовь… Тогда как красавица Мицуко, утратившая после многочисленных для её возраста невзгод все нормальные эмоции, уподобляется Кирияме — желание победить любой ценой для неё важнее всего.

## Прошлое
Детство Мицуко было нелёгким. Отца она не помнит, мать была алкоголичкой (в полной версии фильма её роль исполняет Рэйко Катаока) и продала девятилетнюю дочь трём мужчинам-педофилам, изнасиловавшим Мицуко. Потрясённая девочка рассказала о случившемся своему учителю — единственному человеку, которому доверяла, а он также подверг её насилию. Эту сцену увидела лучшая подруга Мицуко, которая донесла на обоих, после чего преподавателя уволили из школы. Через три месяца мать опять попыталась склонить Мицуко к проституции, но та отказалась. Случайно убив мать во время ссоры, она избавилась от улик и представила дело как ограбление. Сироту приняли дальние родственники, дочь которых случайно упала с крыши, а невиновную Мицуко обвинили в убийстве. Отец погибшей девочки заступился за Мицуко, а потом сам же стал приставать к ней.

Взрослая Мицуко в манге «Королевская битва»

Впоследствии Мицуко крала, занималась проституцией, снималась в порнофильмах с участием школьниц. Детство Мицуко отчасти объясняет её жестокий характер. Юитиро Такигути, затем убитый ей, считал, что если она «и делала скверные вещи, то лишь потому что иначе не могла».
В манге «Королевская битва» история рассказана несколько иначе. Когда Мицуко была маленькой, её отец, который по-настоящему любил дочь, развёлся с матерью (автор манги намекает, что за отцом охотилось правительство, и он бросил семью, чтобы защитить Мицуко). Перед уходом он сказал рыдающей Мицуко, что она всегда останется «папиной дочкой», и выросшая Мицуко часто повторяет эту фразу вслух, особенно тогда, когда кого-либо соблазняет. Вместе с матерью она жила относительно спокойно в течение нескольких лет, а когда ей исполнилось девять, мать познакомилась с другим мужчиной. Отчим жестоко обращался с матерью и насиловал Мицуко, а затем её начала избивать и мать. Выросшая Мицуко подговорила своего парня убить обоих. Потом она работала стриптизёршей, попутно соблазняла и убивала мужчин, отнимая у них деньги.

## Действия в программе
Мицуко является одним из главных отрицательных персонажей романа и своеобразным женским аналогом Кадзуо Кириямы, который решил по-настоящему участвовать в Программе и убил огромное количество бывших одноклассников. В качестве оружия ей достался серп. Она убивает семерых учеников:
- Мэгуми Это (Мицуко притворяется испуганной и, обнимая Мэгуми, закалывает её серпом);
- Ёдзи Курамото и Ёсими Яхаги (мальчика Ёдзи Мицуко убивает серпом, затем отбирает его оружие (Кольт M1911) и стреляет в голову своей бывшей подруге Ёсими Яхаги, которая плачет над телом возлюбленного);
- Такако Тигуса (подстрелена Мицуко из пистолета в спину; умирает на руках у Хироки Сугимуры);
- Тадакацу Хатагами (Мицуко до смерти забивает его бейсбольной битой);
- Юитиро Такигути (Юитиро был случайно подстрелен Тадакацу, затем Мицуко застрелила его в упор; в манге Мицуко насилует Юитиро перед смертью);
- Каёко Котохики (Мицуко застрелила Каёко из пистолета в тот момент, когда она лежала над телом случайно убитого ею Хироки).

Её саму застрелил Кадзуо Кирияма.

## Критика и отзывы
Мицуко привлекла больше критического внимания, чем главный герой Сюя Нанахара. Ребекка Силверман пишет, что она во многих отношениях выдающийся персонаж, «с более тяжёлым психологическим прошлым, чем другие персонажи». В своём эссе Стивен Р. Стюарт, стараясь обосновать секс и насилие в сюжете, использует Мицуко в качестве примера того, что может произойти с человеком с подобным прошлым, когда его помещают в такую ситуацию. Рецензент Anime News Network пишет, что Мицуко является классическим примером, когда жертва становится палачом.